# Reconquista
Per Reconquista ([rekoŋˈkista], spagnolo e portoghese per "riconquista") si intende la costruzione storiografica relativa al periodo durato quasi ottocento anni in cui avvenne la progressiva conquista dei regni moreschi musulmani di al-Andalus (come i musulmani chiamavano la parte di penisola iberica da loro dominata) da parte degli eserciti cristiani, che terminò il 2 gennaio 1492, con la capitolazione di Granada e del suo ultimo sultano, Boabdil di Granada, a Ferdinando e Isabella, Los Reyes Católicos ("I Re Cattolici"). Con la caduta di Granada e l'incorporazione del sultanato di Granada si completò inoltre l'unificazione territoriale della Spagna che assunse quasi del tutto i suoi confini attuali (la Navarra verrà incorporata solo nel 1512; altre modifiche territoriali avrebbero riguardato il Rossiglione e altre aree pirenaiche cedute alla Francia con il trattato dei Pirenei e il trattato di Llívia). La Reconquista interessò anche il territorio del Contado Portucalense e del successivo regno del Portogallo, formalmente riconosciuto nel 1139 come Stato autonomo. Nel Portogallo la Reconquista terminò con la conquista dell'Algarve, completata tra il 1238 ed il 1249.
La conquista fu seguita da una serie di editti (1499-1526) che costrinsero alla conversione i musulmani e gli ebrei locali, i quali vennero in seguito sistematicamente espulsi dalla penisola iberica, principalmente nel 1492, con il decreto dell'Alhambra, e nel 1609, con l'espulsione dei moriscos. A partire dal XIX secolo la storiografia occidentale usa il termine Reconquista per definire quella che in precedenza era stata considerata come una restaurazione del Regno visigoto sui territori conquistati dai musulmani. Il concetto di Reconquista, consolidato nella storiografia spagnola nella seconda metà del XIX secolo, era associato allo sviluppo di un'identità nazionale spagnola, sottolineando aspetti patriottici e romantici.

## Storia
La conquista musulmana della penisola iberica ebbe inizio nel 711, quando un esercito composto da berberi e arabi guidato da Tariq ibn Ziyad attraversò lo stretto di Gibilterra. Nel luglio del 711 ebbe luogo la battaglia del Guadalete tra gli invasori e le forze del regno visigoto guidate da Roderico. La vittoria delle forze arabo-berbere convinse il governatore omayyade dell'Ifriqiya Musa ibn Nusayr ad intervenire a sua volta nella penisola iberica, conducendo una campagna congiunta con Tariq ibn Ziyad che si concluse con la conquista o la sottomissione di vaste aree.
L'inizio della Reconquista viene tradizionalmente individuato nella ribellione di Pelagio, culminata nella battaglia di Covadonga, avvenuta nel 718 o 722. L'importanza di tale evento è stata tuttavia messa in dubbio da parte della storiografia, che la descrivono come una semplice rivolta locale. Altri storici hanno invece negato la storicità della battaglia e della stessa figura di Pelagio. La battaglia è menzionata dallo storico arabo al-Maqqari, sia pure diversi secoli dopo tale evento e dalla Cronaca di Albelda, composta nel IX secolo.
Le battaglie contro i musulmani non impedirono ai regni cristiani di combattersi l'un l'altro o di allearsi con i sovrani musulmani che, a loro volta, erano in guerra o inimicizia fra loro. Ad esempio, i primi re di Navarra erano familiari dei Banu Qasi di Tudela, mentre emiri e califfi omayyadi di al-Andalus (e, successivamente, altri sovrani dei Reinos de Taifas) ebbero spesso mogli o madri nate cristiane. D'altro canto, secondo la fede islamica, era proibito il contrario, ovvero le donne musulmane non potevano sposare uomini cristiani. Anche campioni cristiani come El Cid forse vennero assunti da signori musulmani della Taifa per combattere contro i loro vicini.
Negli ultimi anni di al-Andalus, la Castiglia aveva la potenza militare necessaria a conquistare i resti del Sultanato di Granada, ma i re preferirono incassare i tributi imposti ai musulmani (parias), dal momento che il commercio granadino con il Vicino Oriente islamico e il Maghreb era ancora florido e i parias erano il principale mezzo con cui incassare il prezioso oro africano, che poi si diffondeva nell'Europa medioevale, strutturalmente a corto di tale metallo prezioso.
Nell'Alto Medioevo, la lotta contro i musulmani in Spagna fu collegata alla lotta dell'intera cristianità contro l'assalto islamico. Gli ordini militari come l'Ordine di Santiago, l'Ordine di Montesa e l'Ordine militare di Calatrava vennero fondati e chiamati a svolgere la propria attività militare nella Penisola iberica. I Papi chiamarono i cavalieri d'Europa alle crociate nella Penisola, tanto che navarresi, castigliani e aragonesi si riunirono nella colossale e vittoriosa Battaglia di Las Navas de Tolosa (1212).

I grandi territori concessi in premio agli ordini militari e ai nobili furono alle origini del latifondismo nell'odierna Andalusia ed Estremadura.
Durante il processo della Reconquista, vennero alla luce le traduzioni greche e gli sviluppi arabi delle opere scientifiche di autori classici e dell'Ellenismo, quali: Platone, Aristotele, Ippocrate, Euclide, Archimede, Tolomeo e Galeno. Dall'VIII al IX secolo, in tutta l'Europa si diffusero principalmente opere in lingua araba, mentre a partire dal XII aumentò vistosamente il numero di manoscritti greci tradotti in lingua latina, che alimentarono il Rinascimento medievale.

## Regni cristiani durante la Reconquista
- Regno delle Asturie
- Regno di Navarra
- Regno di Viguera
- Contea di Aragona
- Regno di Aragona
- Corona di Aragona
- Contea di Barcellona
- Principato di Catalogna
- Contea di Pallars
- Contea di Ribagorza
- Contea di Besalú
- Contea di Urgell
- Regno di León
- Regno di Galizia
- Contea di Castiglia
- Regno di Castiglia
- Corona di Castiglia
- Contado Portucalense
- Regno del Portogallo
- Regno di Valencia
- Regno di Maiorca

## Tipi sociali della Reconquista
Le avanzate e ritirate crearono diversi tipi sociali:
- i Mozarabi: discendenti degli abitanti visigoti o ispano-romani che non si convertirono all'Islam, ma che vivevano secondo i costumi degli Arabi. Alcuni di loro migrarono a nord nei periodi di persecuzione.
- i Muladi: cristiani convertiti all'Islam dopo l'invasione.
- i Rinnegati: cristiani che abbracciarono l'Islam e spesso combatterono contro i loro ex-compatrioti (ma vi furono, come è del tutto evidente, anche esempi contrari, il più famoso dei quali fu probabilmente quello di ‘Umar ibn Hafsūn).
- i Conversos: ebrei costretti a diventare cristiani, ma che continuarono a praticare l'Ebraismo e finirono per diventare vittime dell'Inquisizione spagnola, finendo con il dover lasciare la Spagna nel 1492 secondo le volontà dei sovrani spagnoli Ferdinando d'Aragona e Isabella di Castiglia.
- i Mudéjar: musulmani residenti in terre riconquistate dai cristiani. Erano in genere contadini. La loro architettura caratteristica in mattoni di adobe venne frequentemente impiegata per le chiese commissionate dai nuovi signori. I loro discendenti, dopo le conversioni forzate successive al 1492, vennero chiamati moriscos.

Attualmente, lungo la costa del Mar Mediterraneo, i festival di moros y cristianos ("mori e cristiani") ricreano le battaglie come parate colorate, ricche di costumi elaborati e di fuochi d'artificio.

## Cronologia

### Wali omayyadi di Al-Andalus
- 711: Battaglia del Guadalete; i Musulmani penetrano in Spagna.
- 718: Inizio della rivolta dei Visigoti, guidati da Pelagio, contro i musulmani, con esito negativo che costringe Pelagio, con circa 300 uomini, a rifugiarsi sui monti delle Asturie.
- 719-720: I mori sferrano l'attacco contro la Gotia, ultima resistenza del regno dei Visigoti e conquistano sia Barcellona sia Narbona.
- 9 giugno 721: Alla Battaglia di Tolosa i mori di al-Andalus subiscono la loro prima sconfitta ad opera del duca d'Aquitania, Oddone I il Grande, che all'assedio di Tolosa, assieme ai suoi alleati, i Franchi di Neustria, ottiene una schiacciante vittoria sull'esercito del Wali Al-Samh ibn Malik al-Khawlani, che muore nel corso della battaglia. Dai cronisti Arabi, per il grande esercito impiegato e per il numero di morti (molti più dei circa 4 000 che sembra siano stati contati dopo la battaglia) tra i mori di al-Andalus, fu considerata una grande disfatta, ben più importante di quella successiva di Poitiers.
- 722: Battaglia di Covadonga vinta da Pelagio su un contingente di Mori guidati dal generale Al Qama.
- 732: Il Wali di al-Andalus, il generale, Abd al-Rahman ibn Abd Allah al-Ghafiqi, sconfigge il duca d'Aquitania Oddone I nella Battaglia di Bordeaux.
- 17 ottobre 732, Battaglia di Poitiers: Carlo Martello, alla guida dei Franchi arresta la progressione musulmana a nord dei Pirenei. L'esercito di Abd al-Rahman, pur superiore di numero, è sconfitto ed il generale perde la vita nel corso della battaglia.
- 740: Le truppe di Alfonso I il Cattolico, re delle Asturie e duca di Cantabria, occupano la Galizia, abbandonata dai Berberi di al-Andalus.
- 750-755: Alfonso I conquista anche parte del León e si spinge nella Rioja (fino a Burgos), senza poterla però ripopolare.

### L'emirato
- 756: Abd al-Rahman I, principe della dinastia regnante degli Omayyadi del califfato di Damasco, che, nel 750, è sfuggito al massacro della sua famiglia provocato dalla "rivoluzione abbaside", sconfigge il Wali di al-Andalus, Yūsuf ibn ʿAbd al-Raḥmān al-Fihrī e si proclama emiro di al-Andalus
- 778: La retroguardia dell'esercito di Carlo Magno, che sta rientrando in Francia, dopo aver attaccato Saragozza, è annientata nella Battaglia di Roncisvalle dai Baschi, dove muore il paladino Rolando.
- 785: I Franchi prendono Gerona.
- 798: Il re delle Asturie, Alfonso II il Casto, conquista Lisbona, ma non riesce a tenerla.
- 798-802: I Franchi occupano dei territori in Aragona e, nell'802, creano la contea di Aragona
- 800-801: I Franchi prendono Barcellona, creando la contea di Barcellona e negli stessi anni creano la Marca di Spagna, che avrebbe dovuto difendere dai mori un territorio compreso tra i Pirenei e la valle del fiume Ebro.
- 806: I Franchi prendono Pamplona, così come nell'812. Ma in ambedue i casi non riescono a occuparla stabilmente sempre contrastati dai Baschi, guidati da un membro della famiglia Arista, Iñigo Íñiguez.
- 814: Secondo la tradizione durante il regno del re delle Asturie, Alfonso II è scoperta la tomba dell'Apostolo San Giacomo (Santiago) per merito di un eremita di Compostela, che il re convertì nel centro del pellegrinaggio incentrato sul Cammino di Santiago per tutta la Cristianità.
- 824: Íñigo I Íñiguez Arista è incoronato re di Pamplona dopo che con l'aiuto del suo fratellastro, Musa ibn Musa dei Banu Qasi, e del conte d'Aragona, Garcia Galindez il Malvagio, aveva respinto i Franchi, condotti dal duca di Guascogna, Aznar I Sánchez.
- 825-840: Il re delle Asturie, Alfonso II per le sue vittorie contro i musulmani consolida, ripopolandole, la sua presenza in Galizia, León e Castiglia, ed iniziò l'insediamento nel nord del Portogallo.
- 844: Il re delle Asturie, Ramiro I, nella celebre battaglia di Clavijo, nella provincia de La Rioja, sconfisse un contingente di truppe dell'Emiro Abd al-Rahman II ibn al-Hakam, con l'aiuto, secondo la leggenda, dell'apostolo Giacomo (Santiago).
- 850: Il figlio di Ramiro I, Ordoño I delle Asturie crea la contea di Castiglia nella parte orientale del regno delle Asturie, per il fratellastro, Rodrigo di Castiglia.
- 855: Il re delle Asturie, conquista la città di León ai mori.
- 859: I Vichinghi razziano la costa iberica, attaccando il regno di Navarra, il cui re, García I Íñiguez, passando dalla vecchia alleanza coi Banu Qasi a quella con il re delle Asturie, Ordoño I trionfò sugli Scandinavi; poi sempre insieme sconfissero i Banu Qasi, nella battaglia di Albelda.
- 866-880: Alfonso III il Grande, figlio di Ordoño I delle Asturie, continua a ripopolare il nord del Portogallo (Porto, Coimbra, Viseu e Lamego).
- 868: Dopo la conquista di Porto, Alfonso III crea la contado Portucalense e il primo conte è Vímara Peres.
- 878: Dopo la conquista, Coimbra, per la sua posizione di cerniera tra il mondo cristiano e quello musulmano, è creata in contea autonoma da Hermenegildo Gutiérrez (Hermenegildo Guterres in portoghese). La contea verrà conquistata da Almanzor nel 987 per poi passare sotto il controllo cristiano nel 1064, venendo inglobata nel contado Portucalense.
- 888: Il conte di Barcellona, Goffredo il Villoso, e gli altri conti catalani, alla morte dell'imperatore, Carlo il Grosso, non riconoscono, come re di Francia, il non carolingio, conte di Parigi, Oddone (888-898), che ha scavalcato il legittimo erede, Carlo il Semplice.
- 890-900: Il re delle Asturie, Alfonso III Magno, approfittando del fatto che l'emiro di al-Andalus, ʿAbd Allāh ibn Muḥammad, è impegnato in contese intestine, avanza lungo il Duero, e riesce a conquistare le roccaforti di Zamora, Simancas, San Esteban de Gormaz ed Osma.
- 905, Alfonso III, depone il re di Pamplona (molto probabilmente suo cognato), Fortunato Garcés sostituendolo con Sancho I Garcés.
- 910: Alfonso III divide il regno tra i suoi tre figli maggiori: a García, il figlio maggiore, va il regno di León, a Ordono, il secondogenito va il regno di Galizia e a Fruela, terzogenito va il regno delle Asturie.
- 914: Ordoño II, che, l'anno prima, aveva saccheggiato la città di Évora, in Lusitania, alla morte del fratello, Garcia, re di León, senza discendenza, è proclamato anche re di León, riunificando così la Galizia con il León. L'anno dopo, conquista la città di Mérida, dopo aver devastato la regione, e raggiunge nuovamente Évora.
- 917: Ordoño II, alleatosi con il re di Navarra Sancho I Garcés, sconfigge i musulmani dell'emirato al-Andalus a San Esteban de Gormaz e l'anno dopo (918) strappa ai Banu Qasi le città di Calahorra e Arnedo, attaccando anche Nájera e Tudela.
- 920: l'emiro ʿAbd al-Raḥmān III ibn Muḥammad penetra in Navarra e sconfigge Ordoño II ed il re di Pamplona, Sancho I di Navarra nella valle di Junquera, a circa venticinque chilometri a sudest di Pamplona (battaglia di Valdejunquera).
- 923: Ordoño II conquista Nájera, mentre Sancho I Garcés riconquista Viguera. Ma con una controffensiva Abd al-Rahman III, arriva a Pamplona e la saccheggia.
- 924: Fruela II, il re delle Asturie, alla morte di Ordoño II, spodesta i suoi figli e diviene re di León (León, Galizia e Asturie unificati) e porta la sua capitale da Oviedo alla città di León.
- 925: I figli di Ordoño II, Sancho, Alfonso e Ramiro spodestano il cugino Alfonso Froilaz, figlio di Fruela II e si dividono il regno: Alfonso diviene Alfonso IV, re del León, Sancho, diviene re di Galizia, mentre Ramiro governa il Portucalense con il titolo di re del Portogallo.
- 929, alla morte del fratello Sancho, senza eredi, Alfonso IV unifica nuovamente il regno di León con il regno di Galizia (che include il contado Portucalense), che viene governato da Ramiro (re di Galizia e del Portogallo).

### Il califfato
- 929: L'Emiro di Cordova prende il titolo di califfo.
- 929-931: dal contado portucalense avanza verso il fiume Tago.
- 931: Ramiro diventa re del León (Ramiro II), per l'abdicazione del fratello, Alfonso IV.
- 932: Ramiro II attacca al sud per liberare la città di Toledo che, ribellatasi, era accerchiata dal califfo ʿAbd al-Raḥmān III ibn Muḥammad. Non riuscì a salvare Toledo ma, sulla via di Toledo, occupò la fortezza omayyade di Margerit (poi persa nel 939).
- 933: Ramiro sconfigge, nelle vicinanze di Osma, un esercito musulmano, ma l'anno seguente, ʿAbd al-Raḥmān si vendica spingendosi fino a Burgos, dopo essere passato da Pamplona (dove aveva obbligato la regina di Navarra Toda ad un formale atto di sottomissione) e da Álava.
- 937: ʿAbd al-Raḥmān III conquista una trentina di castelli ai Leonesi poi si rivolse contro la Navarra imponendo nuovamente il vassallaggio alla regina reggente di Navarra, Toda.
- 939: Ramiro II con il conte di Castiglia, Ferdinando Gonzales e Toda di Navarra, reggente di Navarra e di Aragona, riesce, nella Battaglia di Simancas, a impartire una dura disfatta ad ʿAbd al-Raḥmān III (da allora, per i gravi pericoli corsi, non volle più partecipare in prima persona alle operazioni belliche), che spostò la frontiera leonese dal Duero al Tormes, ripopolando luoghi come Ledesma, Salamanca, Peñaranda de Bracamonte Sepúlveda e Vitigudino.
- 950: Ramiro II sconfigge le truppe del califfo, ʿAbd al-Raḥmān III, a Talavera de la Reina, nella valle del Tago, ottenendo un ricco bottino e alcune migliaia di prigionieri.
- 955: Le truppe del re del León Ordoño III arrivano a Lisbona e conclude la pace su richiesta del califfo Abd al-Rahman III.
- 962-963: Il califfo, al-Ḥakam II ibn ʿAbd al-Raḥmān dichiara guerra a tutti i regni (e le contee) cristiani obbligando, dopo la conquista di San Esteban de Gormaz, Atienza e Calahorra, il conte di Castiglia, Fernán González, il re di Navarra e conte di Aragona, Garcia I Sanchez, il re del León, Sancho I ed infine i conti di Barcellona, Mirò ed il fratello Borrell II, a chiedere la pace.
- 966: I Vichinghi invadono le coste della Galizia e razziano Santiago di Compostela.
- 975: Il re del León, Ramiro III alleatosi al re di Navarra Sancho II Abarca, è sconfitto, a San Esteban de Gormaz.

La penisola iberica e le vittoriose campagne militari di Almanzor

- 981: L'hajib omayyade Almanzor sbaraglia Ramiro III nella battaglia di Rueda, 40 km circa a SE di Simancas. Al ritorno da questa campagna Almanzor assume il laqab con il quale è noto: al-Mansūr bi-llāh (Colui che è reso vincitore da Dio).
- 981-1009: Sotto la guida di Almanzor e poi dei suoi due figli, Abd al-Malik al-Muzaffar e Abd al-Rahman Sanchuelo l'esercito del califfato di Cordova, al tempo del califfo, Hishām II ibn al-Ḥakam, senza quasi subire sconfitte, riesce a riconquistare parte della penisola iberica e riporta il confine al fiume Duero, rioccupando città importanti come Coimbra, Viseu, Salamanca e Sepulveda ed inoltre organizza spedizioni, per razziare, in territorio nemico (le più famose sono, Zamora (981), Barcellona (985), León (più volte, le ultime 1003 e 1009), Santiago di Compostela (997) e Pamplona (999).
Inoltre in questo periodo, nella guerra civile tra Ramiro III e Bermudo II di León, Almanzor aiuta quest'ultimo che diviene suo tributario e praticamente relega nel nord della Galizia.
- 1009: Deposto il califfo Hishām II e giustiziato Sanchuelo, il califfato entra in crisi e nei successivi ventitré anni si succedono dieci diversi califfi e si formano degli emirati autonomi (circa due dozzine), che prendono il nome di Regni di Taifa.
- 1009-1010: Intervenendo nella guerra civile tra gli omayyadi del califfato di Cordova, Sulaymān ibn al-Ḥakam, "al-Mustaʿīn", acclamato califfo dai Berberi, ed il califfo Muhammad II ibn Hisham, appoggiato dai mercenari dell'esercito, detti gli schiavi, il conte di Castiglia, Sancho Garcés, appoggia Sulaymān contro al-Mahdī ed in cambio riceve diverse piazze sulla linea del Duero: Osma, San Esteban de Gormaz, Clunia, Berlanga de Duero, Sepúlveda, Peñafiel. Dopo la vittoria Cordova è saccheggiata dai Berberi e dai Castigliani. Alleatosi al conte di Barcellona, Raimondo Borrell III, al-Madhi, ritorna a Cordova e, sconfitto Sulayman, riconquista la città, che è saccheggiata dai Catalani.
- 1016: Il re del León, Alfonso V, sconfigge una spedizione di Normanni che ha risalito il fiume Minho.
- 1016-1028: Alfonso V combatte per riconquistare i territori persi da suo padre e muore (1028) all'assedio di Viseu, colpito da una freccia dei mori.
- 1016-1035: Sancho III Garcés il Grande, già re di Navarra e conte d'Aragona estende i suoi domini su tutta la penisola iberica cristiana, impadronendosi delle contee di Sobrarbe e Ribagorza e della contea di Castiglia, occupando il regno di León (Il re del León, Bermudo III, è relegato in Galizia) ed essendo il protettore del conte di Barcellona, Berengario Raimondo I, riesce a riconquistare alla cristianità alcuni territori perduti.

### I Regni di Taifa
- 1031: L'ultimo califfo di Cordova, Hisham III, è deposto e sostituito da un consiglio di stato permanente, ma in realtà esistono già una ventina di stati indipendenti.
- 1035: Sancho III Garcés il Grande che dal 1034 si faceva chiamare Imperator totius Hispaniae, divide il suo "impero" tra i quattro figli maschi: a Ferdinando I la Castiglia e parte del León, a Garcia III la Navarra, a Gonzalo le contee di Sobrarbe e Ribagorza e a Ramiro I, il bastardo, l'Aragona.
- 1043: Nasce a Burgos Rodrigo Díaz de Bivar.
- 1055-1065: Il re di Castiglia e re consorte di León, Ferdinando I, risolta la guerra con Bermudo III (1037, battaglia di Tamarón) e vinta la guerra con la Navarra (1054, battaglia di Atapuerca), si rivolge contro i mori dei Regni di Taifa, e attacca Siviglia e Badajoz, conquistando Viseu e Lamego, nel 1057, e poi si spinse nel territorio del re di Saragozza, conquistandogli alcune fortezze a sud del fiume Duero; quindi attacca il re di Toledo arrivando sino ad Alcalà sul fiume Henares. Dopo un altro attacco al territorio di Siviglia, in territorio andaluso, nel 1063, riduce i regni di Taifa di Siviglia, Badajoz, Toledo e Saragozza a suoi tributari. Nel 1064, occupa le città di Viseu e Coimbra, portando il confine, con al-Andalus, sino al fiume Mondego ed infine attacca il regno di Valencia, arrivando sino quasi alle porte della città, dove, colpito da una malattia, deve desistere e rientrare a León.
- 1063: Approfittando della debolezza dei regni di Taifa, il re d'Aragona, Ramiro I, attacca i mori, e muore, nel tentativo di conquistare Graus.
- 1064: Crociata di Barbastro. Per la prima volta delle truppe venute dalla Francia - comandate da Guglielmo VIII d'Aquitania - e dall'Italia rispondono all'appello di papa Alessandro II. La città di Barbastro è presa in giugno da Sancho Ramírez di Aragona. La città ridiviene musulmana l'anno seguente (la conquista definitiva di Barbastro, alla fine dell'XI secolo, sarà opera di Pietro I di Aragona).
- 1065: Alla morte di Ferdinando I i regni di León e Castiglia sono nuovamente divisi: a Sancho II toccò la Castiglia, ad Alfonso VI di Castiglia il León e a Garcia I la Galizia.
- 1071-1072: García I di Galizia, sconfigge Nuno Mendes mettendo fine al contado Portucalense, poi viene sconfitto dai fratelli, Alfonso VI e Sancho II, che sconfiggendo Alfonso VI, nella battaglia di Golpejera, riunisce nuovamente i regni, che, poco dopo, finiscono ad Alfonso VI, per la morte di Sancho II.
- 1085: Alfonso VI di León il 25 maggio prende Toledo al re al-Qādir. La riconquista dell'antica capitale visigota ha un notevole effetto, e, nello stesso anno, si ha anche la conquista della città di Valencia (prima governata da Álvar Fáñez e, nel 1086, data a al-Qādir, in compenso per la perdita di Toledo).
- 1086: Gli Emiri di Siviglia, Badajoz, Granada e Cordova, preoccupati dall'aggressività del re cristiano, decidono di chiedere l'aiuto dell'impero Almoravide. I berberi almoravidi, guidati dall'emiro Yusuf ibn Tasfin sbarcano in Spagna dal Marocco e permettono di vincere Alfonso VI nella battaglia di Sagrajas o Battaglia di al-Zallaqa ma non a riconquistare Toledo.
- 1088: conquista del castello di Aledo, che domina la Murcia, ad opera di Álvar Fáñez, e la conseguente sottomissione di tutti i regni di Taifa della zona.
- 1090: l'emiro almoravide Yūsuf Ibn Tāshfīn, rientrato dal Maghreb, attacca il castello di Aledo, che resiste, ma subisce tanti e tali danni che Alfonso lo abbandona. La sconfitta è addebitata al Cid, per il suo ritardato intervento alla difesa del castello, che viene nuovamente condannato all'esilio, ritorna al servizio del re di Saragozza.
- 1093: Alfonso VI concede il governo della Galizia (ma non il titolo di re) a Raimondo di Borgogna, marito della figlia, Urraca, mentre la contea del Portogallo (il sud del regno di Galizia), unitamente alla città di Coimbra, quindi in sottordine al governatore della Galizia, è concessa al cugino di Raimondo, Enrico di Borgogna, promesso sposo della figlia naturale, Teresa.
- 1094-1099: Rodrigo Díaz de Bivar, il Cid Campeador, è re di Valencia. La moglie, Jimena Díaz, ne tiene la signoria per altri tre anni (sino al 1102).
- 19 novembre 1096: Pietro I di Aragona trionfa nella battaglia di Alcoraz che gli apre le porte di Huesca di cui fa la sua nuova capitale. Poi, alleatosi con el Cid, fermano l'avanzata almoravide, alla battaglia di Bairén.
- 1101: Pietro I di Aragona tenta inutilmente di occupare Saragozza, dopo che, nel 1097, aveva spostato la capitale del regno da Jaca a Huesca.
- 30 maggio 1108: Battaglia di Uclés, le truppe castigliane sono fatte a pezzi, l'infante Sancho, unico erede maschio del regno di León e Castiglia, trova la morte.
- 24 gennaio 1110: L'esercito dell'emiro musulmano di Saragozza, al-Mustain II (che perde la vita), è schiacciato nella battaglia di Valtierra da Alfonso I d'Aragona il Battagliero.

### L'Impero Almoravide e la seconda Taifa
- 1111: Ali ibn Yusuf, il nuovo emiro dell'impero degli Almoravidi, ha portato a termine la conquista dei Regni di Taifa di al-Andalus.
- 1117-1118: Conquista della città di Saragozza, che diviene capitale del regno d'Aragona, da parte di Alfonso I il Battagliero e dei suoi alleati Franchi.
- 1119: Presa di Soria, Fuentes de Ebro, Tudela, Cervera, Tarazona, Magallón, Borja, Alagón, Novillas, Mallén, Rueda ed Épila.
- 1120: dopo aver posto l'assedio a Calatayud, Alfonso I deve far fronte ad un esercito di almoravidi, che sconfigge nella battaglia di Cutanda, Calamocha, provincia di Teruel, poi torna a Calatayud e la conquista; inoltre occupa Bubierca, Alhama de Aragón, Ariza e Daroca.
- 1125-1127: Il re d'Aragona, Alfonso I, organizza una spedizione militare contro Granada e contro Cordova, per aiutare i Mozarabi di Granada, che assediano la città, ma deve ripiegare; al termine della campagna riporta con sé un grande bottino e 14 000 mozarabi, con i quali ripopola i territori a sud dell'Ebro.
- 1134: il 17 luglio Alfonso I di Aragona viene pesantemente sconfitto dagli Almoravidi nella battaglia di Fraga
- 1137: Il re di León e Castiglia, Alfonso VII si nomina «imperatore di Spagna», dopo aver sconfitto, a Tui, il cugino, Alfonso Henriquez, che era stato sconfitto, a Tomar, dagli Almoravidi, che avevano anche occupato la fortezza di Leiria; poi Alfonso VII invade il Portogallo.
- 1139: Alfonso Henriquez, dopo una vittoria sui Mori, viene acclamato dalle truppe re del Portogallo ed inizia a considerarsi, Alfonso I del Portogallo.
- 1140-1147: l'impero degli Almoravidi, sotto l'emiro ʿAlī b. Yūsuf, comincia a sgretolarsi (in Maghreb si stanno imponendo gli Almohadi) e sotto il suo successore, Tāshfīn ibn ʿAlī (1143-1145) finisce di essere travolto da un'anarchia che porta in al-Andalus un secondo periodo dei regni di Taifa; per cui Alfonso VII di León e Castiglia ne approfitta facendo diverse conquiste, tra cui il forte di Rueda, Cordova (1144), la fortezza di Aurelia (oggi Colmenar de Oreja), presso Ocaña, Coria e, nel 1147, Almería.
- 1142: Alfonso I del Portogallo riconquista la città ed il castello di Leiria.
- 1147: Dopo aver conquistato la città di Santarém, Alfonso I del Portogallo si dirige a Lisbona dove, aiutato da una flotta di crociati diretta in Palestina, la conquista dopo quattro mesi di assedio e di conseguenza si arrende anche l'inespugnabile castello di Sintra.
- 1147- circa 1167: gli Almohadi, che hanno preso il sopravvento in Maghreb (conquista di Marrakech, nel 1147), iniziano l'invasione della penisola iberica (presa di Cordova nel 1148 e di Granada nel 1154) ed in una ventina d'anni riescono a conquistare i nuovi regni di Taifa. Nel 1157 conquistano Almería al regno di León e Castiglia di Alfonso VII.
- 1148-1149: Le forze genovesi, guidate da Caffaro, riconquistano le città di Minorca, Almería e Tortosa, cedendole al Re di Castiglia e León in cambio di privilegi commerciali.
- 1156: Creazione dell'Ordine di Alcántara.
- 1158: Creazione dell'Ordine di Calatrava.
- 1159: Alfonso I del Portogallo conquista, ma subito dopo abbandona, le città di Beja ed Évora, mentre l'anno prima aveva conquistato la città fortificata di Alcácer do Sal.
- 1161: Alfonso I subisce una sconfitta da parte del califfo degli Almohadi del Marocco, ‛Abd al-Mu'min, ma, nel 1162, le sue truppe conquistano buona parte dell'Alentejo nel sud del Portogallo: Beja, Evora, il castello di Juromenha (vicino a Alandroal) e poi a nord-est, Cáceres e Trujillo, nell'attuale Spagna.
- 1162: Nasce la Corona d'Aragona, con il re Alfonso II di Aragona, dall'unione del regno d'Aragona con la contea di Barcellona e le altre contee catalane.
- 1164: Il re di León, Ferdinando II rivolge le armi contro gli Almohadi e conquista le città di Alcántara e di Alburquerque.
- 1166: Alfonso I del Portogallo conquista Serpa e Moura, nell'Alentejo.

### L'impero Almohade e la terza taifa

Mappa della Penisola iberica dopo la morte di Alfonso VII, con al-Andalus che fa parte dell'impero degli Almohadi ed i regni di Portogallo (P), León (L), Castiglia (C), Navarra (N) e Aragona (A).

- 1169: Alfonso I del Portogallo, dopo aver attaccato il regno di León, in Galizia, mette l'assedio al castello di Badajoz, che è tributario del León; interviene Ferdinando II di León, che cattura Alfonso I dopo che si è ferito nella fuga. Alfonso viene curato e riacquista la libertà dopo aver restituito le città galiziane e Badajoz rimane tributaria del León.
- 1169-1170: Gli Almohadi di al-Andalus stabiliscono la loro capitale a Siviglia.
- 1170: Creazione dell'Ordine di Santiago da parte di Ferdinando II di León, che, quando i Mori assediano Santarém, corre in aiuto del suocero, Alfonso I del Portogallo e riesce a liberare la città.
- 1177: Il re di Castiglia, Alfonso VIII conquista Cuenca.
- 1179: a Cazorla, viene siglato un trattato tra Alfonso VIII ed il re d'Aragona, Alfonso II, in cui sono fissati i confini tra i due regni, ma viene anche definita la spartizione dei territori, attualmente in possesso dei mori, dopo la reconquista.
- 1180: Alfonso VIII di Castiglia s'impone a Plasencia (Estremadura).
- 1184: Alfonso I del Portogallo assediato a Santarém, difesa dal figlio Sancho, dall'imperatore almohade del Marocco, Yusuf, viene liberato per l'intervento di un esercito galiziano, condotto dall'arcivescovo di Santiago di Compostela, e dell'esercito leonese del genero Ferdinando II. Poi, nel corso del 1185, Yusuf, muore ed il suo esercito è disperso mentre un attacco via mare a Lisbona fallisce.
- 1185-1212: Sancho I il Popolatore, che, dopo aver subito un'offensiva degli almohadi, guidati dal nuovo imperatore, Ya‘qūb, che raggiunge il fiume Tago, riesce a mantenere una parte dell'Algarve e soprattutto si dedica alla costruzione di nuove città e roccaforti militari sulla riva destra del Tago, al restauro del castello di Leiria ed al ripopolamento del territorio con coloni provenienti dal nord del Portogallo.
- 18 luglio 1196: Vittoria delle truppe del califfo almohade nella battaglia di Alarcos contro le truppe castigliane e aragonesi ed un contingente portoghese e dove il re di León, Alfonso IX non partecipa ed il re di Navarra, Sancho VII, arriva in ritardo, a battaglia persa.

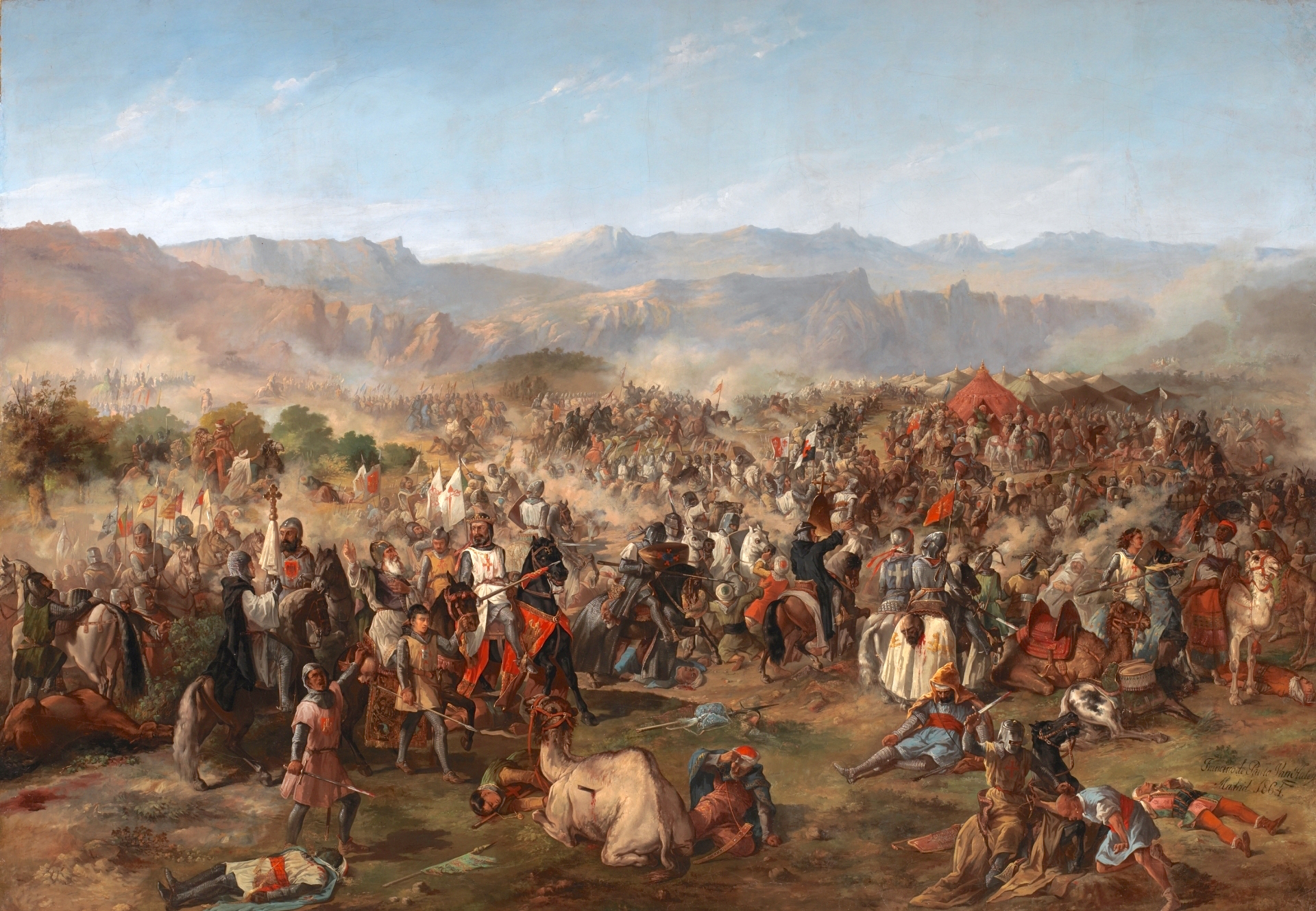
Battaglia di Las Navas de Tolosa. Pittura a olio di F. P. Van Halen (XIX secolo), esposta nel Palazzo del Senato di Madrid.

- 16 luglio 1212: La battaglia di Las Navas de Tolosa è vinta da una coalizione di Aragonesi, Castigliani, Portoghesi e Navarresi, con l'ausilio di truppe francesi. I cristiani infliggono agli Almohadi, guidati dal califfo in persona, una decisiva sconfitta, a partire dalla quale ebbe inizio l'irreversibile declino del regno Almohade nella penisola iberica. 
La presenza di Sancho VII di Navarra fu determinante, le sue truppe navarresi arrivarono sino alla tenda del califfo Muhammad An-Nasir (detto Miramamolin) dopo aver tagliato le catene che la proteggevano. Lo stemma della Navarra, mostrante delle catene dorate, ha origine da questo avvenimento.
- 1217: Alfonso II il Grasso, re del Portogallo recupera definitivamente Alcácer do Sal.
- 1227: Il re di Castiglia, Ferdinando III attacca la regione di Cordova, dove occupò alcune città tra cui Andújar.
- 1229: Il re della corona d'Aragona, Giacomo I conquista l'isola di Maiorca; l'occupazione viene completata nel 1232.
- 1230: Il re di León, Alfonso IX, dopo che l'anno prima aveva conquistato Cáceres, prende Badajoz e Mérida (Estremadura). Muore poco dopo, permettendo a suo figlio, Ferdinando III, già re di Castiglia, di unire definitivamente i due regni, creando la corona di Castiglia.
- 1231-1288: Protettorato aragonese di Giacomo I su Minorca.
- 1235: Giacomo I d'Aragona completa la conquista delle isole Pitiuse: Ibiza e Formentera.
- 1236: Castigliani e Leonesi di Ferdinando III prendono Cordova.
- 1237: Gli Aragonesi conquistano Puig, l'anno dopo (1238) Giacomo I oltre a conquistare Albarracín, Alpuente e Tortosa, entra in Valencia e, nel 1239, viene creato il regno di Valencia.
- 1237-1238: Muhammad ibn Nasr consolida il suo potere a Granada e riesce a sottrarsi all'autorità degli Almohadi, divenendo il primo sultano nasride di Granada.
- 1238-1240: Il re del Portogallo, Sancho II assoggetta alcuni castelli nel sud dell'Alentejo e tutta la parte occidentale dell'Algarve, e affida parte delle conquiste fatte (Aljustrel, Sesimbra, Aljafar de Pena, Mértola, Ayamonte e Tavira) all'Ordine di Santiago.
- 1241: il re di Murcia, Muhammad ibn Ali chiede aiuto a Ferdinando III, in cambio del vassallaggio del suo regno; la Murcia, da Alicante ad Alhama è soggetta al regno di Castiglia.
- 1243-1245: Ferdinando III con Giacomo I porta a termine la conquista del territorio valenzano e vengono stabiliti i limiti territoriali con il Trattato di Almizra del 1244.
- 1245: Il re di Granada chiede l'aiuto di Ferdinando III per consolidare il suo regno.
- 1246: Il re di Granada, in ricompensa dell'aiuto ricevuto, cede la città di Jaén. La Dénia viene occupata dal regno di Valencia della corona d'Aragona, mentre la Murcia diventa parte integrante della corona di Castiglia al momento della conclusione della rivolta mudegiara del 1264-1266.
- 1247: Castigliani e Leonesi, con l'aiuto dei Mori di Granada prendono Carmona.
- 22 dicembre 1248: Resa di Siviglia, dopo quindici mesi di assedio da parte di Ferdinando III, con truppe castigliane, leonesi e granadine, e a seguito della distruzione della flotta musulmana che difendeva il Guadalquivir da parte dell'ammiraglio castigliano Raimondo Bonifaz.
- 1249-1250: Dopo Siviglia caddero Medina-Sidonia, Arcos, Cadice, Sanlucar, Huelva e Jerez e tutte le altre città a sud della capitale degli Almohadi.
- 1249-1250: Sollevamento dei Mori di Valencia contro la corona d'Aragona.
- 1249: Il re del Portogallo, Alfonso III, tramite gli ordini militari, porta a termine la conquista dell'occidente iberico (Gharb al-Andalus) con la presa di Faro.

### Sultanato di Granada dei Nasridi
- 1262: Il re di Castiglia, Alfonso X il Saggio conquista Niebla.
- 1264: Grande rivolta mudéjar in Andalusia.
- 1266: Alfonso X conquista Lorca e Purchena.
- 1275: Ha luogo la battaglia di Martos, vinta dai musulmani. Subito dopo, l'erede al trono di Castiglia, Ferdinando, muore mentre combatte contro i Mori di Granada che escono vittoriosi, nella battaglia di Écija.
- 1275-1276: Sollevamento a Valencia.
- 1287: Il re della corona d'Aragona, Alfonso III, dopo aver tolto il regno di Maiorca allo zio, Giacomo II di Maiorca, conquista Minorca all'emiro Abû'Umar, vassallo del regno di Maiorca da oltre 65 anni, e ripopola l'isola con popolazioni catalane.
- 1292: Il re di Castiglia, Sancho IV, a Tarifa, sconfigge i Merinidi, che da oltre un ventennio hanno rimpiazzato gli Almohadi a Marrakesh (sultanato del Marocco) e da oltre una decina sono arrivati nella penisola iberica in aiuto dei Nasridi di Granada.
- 1309: Il re di Castiglia, Ferdinando IV, con l'aiuto di un contingente portoghese del re Dionigi e della flotta aragonese del re Giacomo II, conquista Gibilterra. Ferdinando IV poi muore all'assedio di Algeciras, nel 1312.

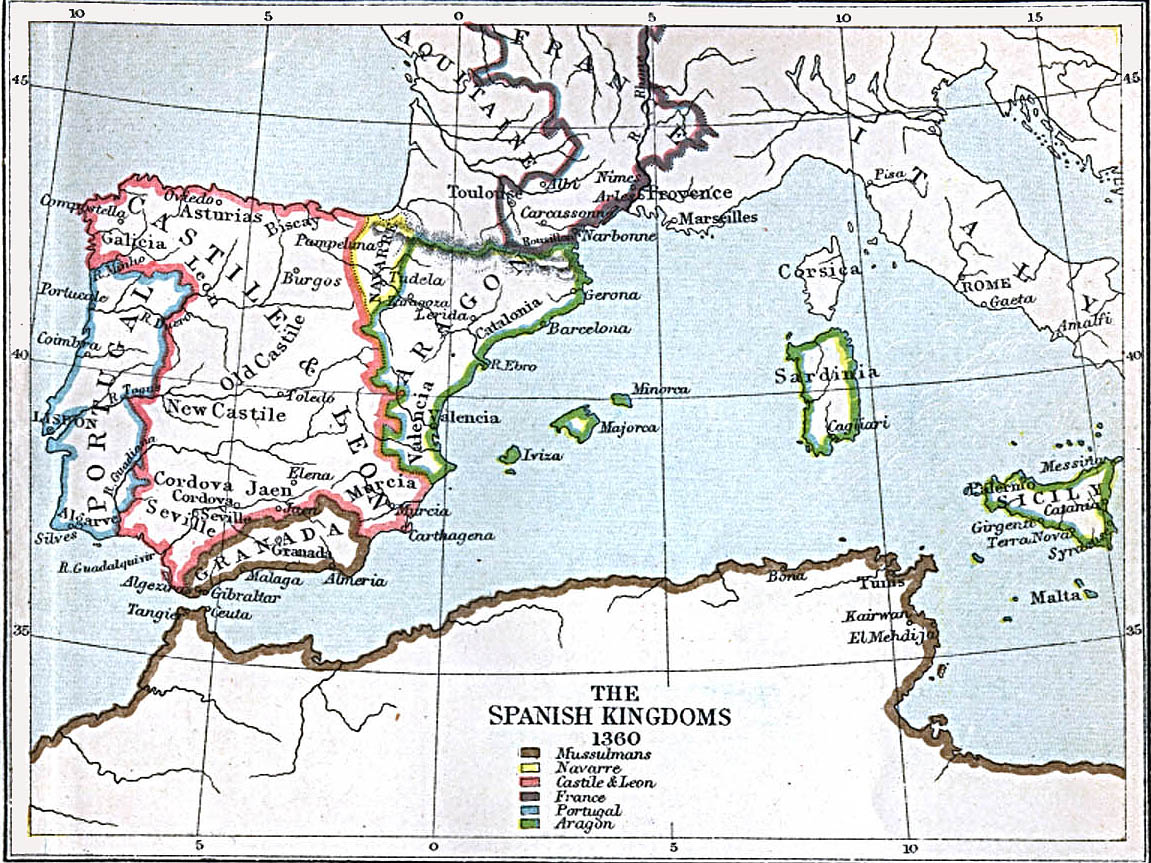
La Penisola iberica nel 1360

- 1312-1350: Alfonso XI si adopera per tutta la durata del suo regno a conquistare il sultanato di Granada:
  - 1319: Durante la reggenza della nonna Maria di Molina, viene portato un attacco contro il regno di Granada, che con l'aiuto dei Merinidi ha la meglio sui castigliani.
  - 1325: Appena raggiunta la maggior età, organizza una seconda spedizione e riesce a sconfiggere l'esercito musulmano, ma non ottiene risultati concreti, anzi Gibilterra rimane sempre più isolata e circondata dalle forze nemiche.
  - 1333: Il sultanato di Granada, con l'aiuto dei Merinidi riesce a riconquistare Gibilterra.
  - 4 aprile 1340: Con la collaborazione del regno di Aragona (Pietro IV di Aragona invia la flotta aragonese) e del regno del Portogallo (il suocero Alfonso IV del Portogallo, nonostante fosse in collera con lui per l'umiliazione che infliggeva a sua figlia Maria, per via della Guzmán, che era la sua concubina, e nonostante fossero stati in guerra per tre anni, dal 1336 al 1339, gli invia delle truppe) all'assedio di Tarifa, Alfonso XI riporta la fondamentale vittoria del rio Salado, sui Merinidi che volevano crearsi un loro dominio sulla penisola iberica.
  - 1344: Alfonso XI conquista la città di Algeciras.
  - 1350: Alfonso XI muore durante l'assedio di Gibilterra, vittima della peste; egli è stato il solo monarca europeo a morire durante la Peste Nera, arrivata in Europa nel 1348.
- 1406: Dopo circa 50 anni di tregua, dovuta ai problemi interni della corona di Castiglia, il re, Enrico III di Trastamara, riprende la campagna militare contro i Mori del Regno del sultanato di Granada, ottenendo l'importante vittoria di Collejares, nelle vicinanze d'Úbeda, dove pare che i musulmani, primi in Europa, usarono armi da fuoco manuali (rudimentali fucili).
- 1410: Dopo la morte di Enrico III, il reggente, il fratello, Ferdinando prosegue la guerra contro i Mori di Granada, e si comportò con tale valore nella conquista di Antequera che gli fu dato il soprannome di d'Antequera.
- 1415: conquista di Ceuta.

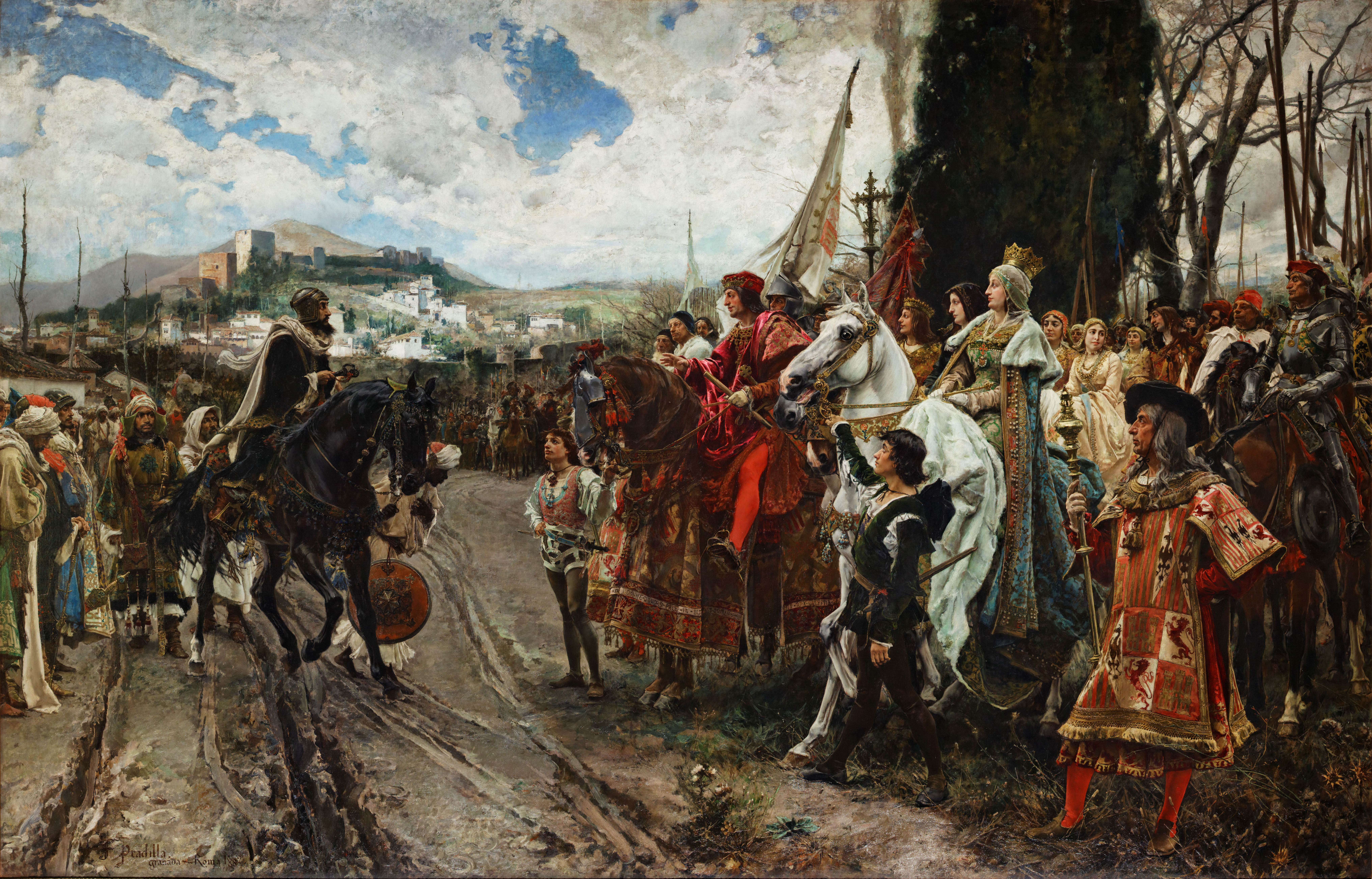
La resa di Granada di Francisco Pradilla Ortiz

- 1431: Il re di Castiglia, Giovanni II e il suo ministro, Álvaro de Luna, riprendono la guerra contro il sultanato di Granada: occupano Jimena de la Frontera, avanzano verso la capitale del regno dei Mori, riportano una vittoria nella battaglia di La Higueruela il 1º luglio del 1431, senza però riuscire a raggiungere Granada.
- 1462: Gibilterra viene conquistata dal duca di Medina-Sidonia, come vassallo della Corona di Castiglia. Solo nel 1501 la città viene incorporata nel dominio reale della regina Isabella di Castiglia.
- 1481-1492: Il consorte di Isabella, regina della corona di Castiglia, il re della corona d'Aragona Ferdinando II si occupa della conquista del regno dei Nasridi di Granada, con una guerra d'assedio che termina con la capitolazione dell'ultimo ridotto musulmano della penisola iberica.
  - 2 gennaio 1492: i Re Cattolici entrano vittoriosi in Granada e, con il crocifisso in mano, mettono la parola fine alla Reconquista.